# 魏滅蜀漢之戰
曹魏滅蜀汉之戰，或稱魏滅蜀之戰、蜀漢滅亡，是三國後期的吞併戰。263年，曹魏政權實際掌權者司馬昭決定向蜀漢發動戰爭，派遣鍾會、鄧艾、諸葛緒等分東、中、西三路進攻漢中。漢軍則以大將軍姜維為首組成抵抗軍，据劍閣天险与魏军相持一段時間，魏軍一度進退兩難。後鄧艾率精兵冒險偷渡阴平攻占涪城及綿竹關，进逼成都城下。汉后主劉禪出降，姜維闻讯后帶部投降鍾會，蜀漢滅亡，開啟終結三國鼎立時代的統一戰。

## 過程

### 雙方形勢
247年至262年間，蜀漢大將軍姜維不斷向魏發動戰爭，力量日漸消耗（詳見姜維北伐），加上後主劉禪寵信宦官黃皓，朝政日非。姜維曾彈劾黃皓，但反被黃皓逼害欲以閻宇取代姜維之位，劉禪也對姜維多次主张伐魏感到反感而疏遠姜維。姜維惟有遷軍沓中屯田避開黃皓迫害並北防曹魏，蜀漢內部產生嚴重分歧。
曹魏方面，司馬氏在高平陵之變後控制魏國政權，皇帝已成傀儡。對外方面，將領鄧艾多次打敗姜維的北伐軍，而司馬昭也在壽春打了勝仗，也意图挽回因魏帝曹髦遇弑带来的不利影响，於是開始籌備伐蜀以統一天下，朝內群臣都認為不可能，邓艾对此也不乐观，惟獨鍾會支持。司马昭坚持伐蜀，并斩杀反对的将领邓敦。
司馬昭決定先討蜀漢、後伐孫吳，命人造船以備滅漢後快速攻吳，另派鍾會鎮守關中，準備南下。姜維聞得魏國的舉動，把情況上報劉禪，並建議加派兵力防守陽平關和陰平之橋頭。但劉禪聽信黃皓的鬼巫之說，不理會姜維的建議，也不讓朝內群臣知道此事。

### 南下漢中
263年八月，十八萬魏軍分三路南下：西路軍由征西將軍鄧艾所率的三萬人，出狄道向甘松、沓中直接進攻姜維；中路軍由雍州刺史諸葛緒率三萬多人馬，自祁山向武街、陰平之橋頭切斷姜維後路；而東路軍由鎮西將軍鍾會率主力十餘萬人，再分三路分別從斜谷、駱谷、子午谷進軍漢中。
劉禪聞訊後，忙命右車騎將軍廖化增援姜維；派左車騎將軍張翼和輔國大將軍董厥到陽平關防守鍾會軍。九月，魏軍正式全面發動攻勢，劉禪卻不等援軍到達，就命漢中的漢軍撤退，令魏國東路軍長驅直進。鍾會遂親自帶兵攻陽平關，再派前將軍李輔攻防守樂城的監軍王含，護軍荀愷攻駐守漢城的绥武将军蔣斌，劉欽由子午谷出與主力會師，護軍胡烈攻陽平關（陽安關）。陽平關守將、關中都督傅僉想堅守，但部將蔣舒因被降職而懷恨在心，遂鼓動傅僉出城迎戰魏軍並假意答應他會守住後路，傅僉出城後，蔣舒立即開城投降魏軍並堵住傅僉軍回城之路，孤立無援的傅僉不願投降而奮戰至死全軍覆沒。魏軍進佔陽平關，東路軍繼續長驅直入，直逼劍閣。
西路軍也同時展開攻勢，鄧艾命天水太守王頎、隴西太守牽弘、金城太守楊欣率兵分別從東、西、北三面進攻沓中，不過姜維因獲悉魏軍主力大軍已進入漢中，擔心陽安關失守，劍閣孤危，便不戀戰，且戰且退，希望儘快趕到劍閣援助。但諸葛緒軍已從祁山進達陰平之橋頭，切斷了姜維的退路。姜維為引開魏軍，便率軍從孔函谷繞到諸葛緒後方，詐稱攻擊雍州。諸葛緒怕自己的後路反被姜維切斷慌忙後退三十里，姜維立即回頭過橋。當諸葛緒察覺自己上當想追擊時，漢軍早離橋頭已遠，追趕不及。姜維從橋頭至陰平，一路馬不停蹄迅速向南撤，途中與正在北上的廖化、張翼、董厥等漢軍援兵會合。當時陽平關已陷落敵手，漢軍惟有退守重要關卡劍閣，抵抗魏軍。

### 偷襲涪城
鄧艾率軍抵達陰平，他挑選精兵，想與諸葛緒聯合经江油避開劍閣，直取成都。但諸葛緒以自己只受命攻擊姜維，不可自作主張為由，拒絕鄧艾聯軍之議，率軍東去，與鍾會軍會合。不過，鍾會為擴大軍權，密告諸葛緒畏懦不前，結果諸葛緒反被徵還治罪，其直屬兵力盡歸鍾會所有。
鍾會率軍進向劍閣，劍閣地形險峻，道小谷深，易守難攻，姜維利用這種有利於防守的地形，在此列營守險，而劉禪也派人向東吳求救，吳國派出丁奉、丁封、孫異攻打寿春以救漢。鍾會兵力遠高於守關蜀軍進攻多日卻屢攻不下，但劍閣又是通往成都的主要通道，不能放棄，加上魏軍糧食不繼，軍心開始動搖萌生退意，眾人都擔心前功盡廢。
此時，鄧艾認為該「攻其無備，出其不意。」向鍾會建議從陰平抄小道到達涪城，這樣姜維若從劍閣來援，則可取劍閣，若漢軍不來救，便可切斷姜維後路，也可直接威脅成都。這條計策被接納，並由鄧艾執行。鄧艾以三萬多的人馬從陰平出發，沿途高山險阻，人跡罕至，十分艱難，不過也因如此，漢沒有在此設防。十月，鄧艾率軍自陰平小道，走了七百多里（魏制里）的荒無人煙之地，一路鑿山造橋，面對不能開道、絕險之地，鄧艾身先士卒，以氈自裹，順著斜坡而下，攀木緣懸崖，一路魚貫而進。魏軍終於通過了陰平險道，到達江油。江油守將馬邈慌亂之下毫無抵抗就降於鄧艾，鄧艾率魏軍乘勝進攻涪城。

### 蜀漢滅亡
江油失守後，劉禪派衛將軍諸葛瞻抗擊鄧艾，尚書郎黃崇勸告諸葛瞻：「宜速行據險，無令敵得入平地。」但諸葛瞻猶豫不決，被鄧艾奪取了險地。諸葛瞻督軍到涪城並遇魏軍發生戰鬥，鄧艾大敗諸葛瞻前鋒，諸葛瞻被迫退守綿竹。鄧艾遣使致書諸葛瞻勸降說：「若降者必表為瑯邪王。」諸葛瞻怒斬使者。鄧艾立即派其子鄧忠及師纂等，從左右兩面進攻漢軍。魏軍失利，鄧艾大怒，揚言要斬鄧忠、師纂，命二人再戰以將功補過。結果二人大破漢軍，斬殺諸葛瞻及尚書張遵、黃崇、羽林右部督李球等人，魏軍進佔綿竹，並立即進軍成都。
當時漢兵多在劍閣，而成都兵少。當朝中君臣聞魏軍到來國都之外時，皆不知所措。有人建議先逃向南中地區，也有人建議東投孫吳，其中光祿大夫譙周則力主降魏，群臣多附和。十一月，劉禪接受譙周意見，開城降魏，魏軍佔領成都，同時派遣太常张峻令姜維等投降，蜀漢正式滅亡。
而在堅守劍閣的姜維，先聞諸葛瞻兵敗，但未知劉禪確切消息，恐腹背受敵，便放棄劍閣引軍東入巴中。鍾會大軍進駐涪城，另派胡烈、田續、龐會等人率軍追擊姜維其部隊。姜維再退到郪縣，得知劉禪降魏後，走投無路的姜維只能率廖化、張翼、董厥等將領及直屬部隊投降鍾會軍。

## 結果
鄧艾在滅蜀漢後，對司馬昭說應該封劉禅為扶風王，結果使司馬昭猜忌鄧艾，鍾會、胡烈等人趁機誣告鄧艾欲叛。結果鄧艾父子被捕，押往洛陽。鄧艾被捕後，鍾會獨大於蜀中，姜維見鍾會有野心便煽動鍾會反司馬昭，於是鍾會與希望恢復漢室的姜維聯合發動叛亂。
鍾會打算派姜維率蜀兵出斜谷，佔領長安，再派騎兵經陸路、步兵經水路，攻打孟津、洛陽，奪取天下。但出乎鍾會意料之外，司馬昭派萬餘兵佔據斜谷，自領十萬兵屯於長安。鍾會驚懼之下決定先佔據巴蜀，割據西南，姜維建議鍾會屠殺牙門騎督以上官職的人，但鍾會猶豫不決，結果胡烈起兵反抗。鍾會、胡烈還有不少牙門將於成都城內激戰，姜維率先被殺，不久魏兵殺死鍾會，死傷數百人。在鍾會被殺後不久，鄧艾的親兵想把鄧艾迎接回來，但衛瓘派田續攻擊鄧艾，雙方在綿竹附近遇上，鄧艾父子被殺，至此鍾會的叛亂結束。

## 重要參戰人物
|  | - 蜀漢 - 後主劉禪（投降） - 黃皓（投降後下落不明） - 大將軍姜維（蜀亡後與鍾會叛亂失敗被殺） - 太子劉璿（漢亡後與姜維、鍾會叛亂失敗被殺） - 衛將軍諸葛瞻（戰死） - 諸葛尚（戰死） - 張遵（戰死） - 趙廣（戰死） - 李球（戰死） - 黃崇（戰死） - 王含（不詳） - 蔣斌（漢亡後與姜維、鍾會叛亂失敗被殺） - 蔣顯（漢亡後與姜維、鍾會叛亂失敗被殺） - 廖化（投降後病死） - 張翼（漢亡後與姜維、鍾會叛亂失敗被殺） - 董厥（投降） - 馬邈（投降） - 蔣舒（投降） - 傅僉（戰死） - 柳隱（投降後辭官回蜀） - 霍弋（投降） - 羅憲（投降） - 楊宗（投降） - 宗預（投降） - 劉諶（自殺） - 常勗（投降） - 閻宇（不詳） - 東吳 - 丁奉 - 丁封 - 孫異 | - 曹魏 - 相國司馬昭 - 東路軍鍾會（滅蜀後與姜維叛亂失敗被殺） - 李輔 - 荀愷 - 劉欽 - 龐會 - 句安 - 皇甫闓（与将军王買等兵出涪南） - 夏侯咸 - 王買（与参军皇甫闓等兵出涪南） - 胡烈 - 胡淵 - 田章 - 田續 - 許儀（被钟会处斩） - 丘建 - 衛瓘 - 杜预 - 夏侯和 - 朱抚 - 贾辅 - 羊琇 - 王起 - 愛倩 - 西路軍鄧艾（被鍾會奪權後被衛瓘、田續殺死） - 王頎 - 牽弘 - 楊趨 - 楊欣 - 師纂（被衛瓘、田續殺死） - 鄧忠（被鍾會奪權後被衛瓘、田續殺死） - 樊震 - 爰邵 - 段灼 - 中路軍諸葛緒（被鍾會奪權） |